# FIBA Europapokal der Landesmeister 1977/78
Die Saison 1977/78 war die 21. Spielzeit des FIBA Europapokal der Landesmeister, der von der FIBA Europa veranstaltet wurde.
Den Titel gewann zum sechsten Mal Real Madrid aus Spanien.

## Modus
Es nahmen die 18 Meister der nationalen Ligen sowie der Titelverteidiger teil. Als erste Turnierstufe wurden sechs Gruppen mit je vier Mannschaften gebildet. Der Erstplatzierte jeder Gruppe erreichte die 2. Gruppenphase, in der die sechs verbliebenen Mannschaften um den Einzug ins Finale kämpften.

## 1. Gruppenphase
Bei Punktgleichheit zweier oder dreier Teams entschied nicht das Korbverhältnis, sondern der direkte Vergleich untereinander.
- 1. Spieltag: 13. Oktober 1977
- 2. Spieltag: 20. Oktober 1977
- 3. Spieltag: 27. Oktober 1977
- 4. Spieltag: 3. November 1977
- 5. Spieltag: 17. November 1977
- 6. Spieltag: 24. November 1977

### Gruppe A
| Team                  | Sp | S | N | P+  | P-  |
| --------------------- | -- | - | - | --- | --- |
| 1. Mobilgirgi Varese  | 4  | 4 | 0 | 388 | 322 |
| 2. CS Dinamo Bukarest | 4  | 2 | 2 | 364 | 345 |
| 3. SP Federale Lugano | 4  | 0 | 4 | 349 | 434 |

### Gruppe B
| Team                 | Sp | S | N | P+  | P-  |
| -------------------- | -- | - | - | --- | --- |
| 1. Real Madrid       | 6  | 6 | 0 | 703 | 436 |
| 2. TuS 04 Leverkusen | 6  | 4 | 2 | 561 | 537 |
| 3. T71 Dudelange     | 6  | 1 | 5 | 433 | 552 |
| 4. Ginásio CF        | 6  | 1 | 5 | 454 | 626 |

### Gruppe C
| Team                       | Sp | S | N | P+  | P-  |
| -------------------------- | -- | - | - | --- | --- |
| 1. ASVEL Lyon              | 4  | 3 | 1 | 376 | 299 |
| 2. ZSKA Sofia              | 4  | 3 | 1 | 317 | 331 |
| 3. Sutton & Crystal Palace | 4  | 0 | 4 | 319 | 382 |

### Gruppe D
| Team                    | Sp | S | N | P+  | P-  |
| ----------------------- | -- | - | - | --- | --- |
| 1. Alviks BK            | 6  | 4 | 2 | 541 | 539 |
| 2. Zbrojovka Brünn      | 6  | 4 | 2 | 585 | 557 |
| 3. Eczacıbaşı Istanbul  | 6  | 3 | 3 | 504 | 511 |
| 4. Shopping Centre Wien | 6  | 1 | 5 | 573 | 596 |

### Gruppe E
| Team                   | Sp | S | N | P+  | P-  |
| ---------------------- | -- | - | - | --- | --- |
| 1. Jugoplastika Split  | 6  | 5 | 1 | 579 | 520 |
| 2. Panathinaikos Athen | 6  | 5 | 1 | 528 | 511 |
| 3. Honvéd Budapest     | 6  | 1 | 5 | 543 | 576 |
| 4. Śląsk Wrocław       | 6  | 1 | 5 | 508 | 551 |

## 2. Gruppenphase
Bei Punktgleichheit zweier oder dreier Teams entschied nicht das Korbverhältnis, sondern der direkte Vergleich untereinander.
| - 1. Spieltag: 8. Dezember 1977 - 2. Spieltag: 15. Dezember 1977 - 3. Spieltag: 12. Januar 1978 - 4. Spieltag: 19. Januar 1978 - 5. Spieltag: 26. Januar 1978 | - 6. Spieltag: 9. Februar 1978 - 7. Spieltag: 16. Februar 1978 - 8. Spieltag: 2. März 1978 - 9. Spieltag: 9. März 1978 - 10. Spieltag: 16. März 1978 |

### Gruppe F
| Team                  | Sp | S | N | P+   | P-   |
| --------------------- | -- | - | - | ---- | ---- |
| 1. Real Madrid        | 10 | 7 | 3 | 1017 | 874  |
| 2. Mobilgirgi Varese  | 10 | 6 | 4 | 896  | 852  |
| 3. Maccabi Tel Aviv   | 10 | 6 | 4 | 919  | 897  |
| 4. ASVEL Lyon         | 10 | 5 | 5 | 914  | 902  |
| 5. Jugoplastika Split | 10 | 5 | 5 | 899  | 962  |
| 6. Alviks BK          | 10 | 1 | 9 | 880  | 1034 |

## Finale
Das Endspiel fand am 6. April 1978 in München statt.
|             | Ergebnis |                   |
| ----------- | -------- | ----------------- |
| Real Madrid | 75:67    | Mobilgirgi Varese |

- Final-Topscorer:  Walter Szczerbiak (Real Madrid): 25 Punkte